# Exiliniscus hanseni
Exiliniscus hanseni är en kräftdjursart som först beskrevs av Just 1970.  Exiliniscus hanseni ingår i släktet Exiliniscus och familjen Nannoniscidae. Inga underarter finns listade i Catalogue of Life.